# زلزال وان 2011
زلـزال وان (تركية Van depremi) يوم 23 أكتوبر سنه 2011م في تمام 1:40 بعد الظهر، وقد استمر الزلزال لمده حوالي 25 ثانية في قرية وان (محافظة) ويقع مركز الزلزال بعيدا عن قرية فان بحوالي 17 كليومتر. وحسب التقديرات التي قامت لقياس حجم الزلزال عن طريق مرصد كانديلي*Kandilli Rasathanesi*اما الماسح الجيولوجي الأمريكي قد قدره بحوالي 6.6ميكرومتر، وفي التصريح الذي صرح به مرصد كانديلي فانه يعتبر زلزال وان التاسع في العالم من حيث الشدة وقد قدرت مقياس درجة العزم للزلزال بحوالي 7.2ميكرومتر.
سجل الزلزال من طرف 22 محطة المرتبطين بالشبكة الوطنية لرصد الحركة القوية وقد تقطعت سلوك الهاتف واسلاك الكهرباء مع انهدام الكثير من المباني في شمال إيران وبعد القري المحيطة مثل: هكاري، أغري،اغدير، أرضروم،قارص، موش،بدليس، سعرد،ماردين، بطمان،ديار بكر، شانلي أورفة (محافظة)، بعتبر زلزال وان واحد من أكبر الزلزال التي مرت علي مدينه الاناضول طوال تاريخ الجمهورية.

## الخلفية الجيولوجية
قد وجد طبقات للتربة الطينية، طبقات الحصي وطبقات رملية في قرية فان الموجوده فوق طبقات من طبقات الطمي، وبسبب وجود مياه جوفيه تحت الأرض علي عمق 2 متر أصبح يمكن العيش فوقها.

### علم الزلـزال

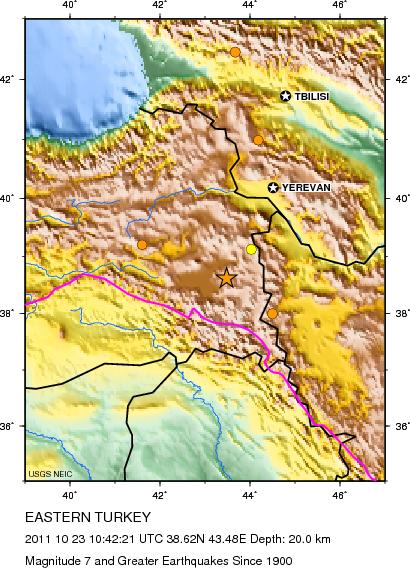
7 من الزلازل الكبيرة وقعت في المنطقة بين السنوات 1900-2011

تأثرت بحيرة وان وما حولها بين 1100-1900م بالكثير من الزلازل.في الماضي هذه الزلازل التي كانت في قرية فان سبب للأضرار الناجمة في قرية إرجيش التي تعتبر مركز للزلازل.ويظهر تكون الزلازل مرتبطا بالفوالق العادي وخطوط الصدع التي تكون متعلقه بالأهتزازت الأرتدادية والرئيسية علي حد سواء، وفق للبحث الذي أقام ناظرا الي التسلسلات الأهتزازية الأرتدادية الأرضية والتي سببت حدوث الزلازل فانها كانت مبتعده الي الشمال الشرقي علي طول 50 كيلومتر، عقب الزلازل تكونت في الخطوط الشمالية الشرقية (كسور الضغط وحركات الكتلة)النشاط الزلزالي، وبسبب تأثير الزلازل فقد تكون تسويه بين.5-2 سنتيمتر في الهيكل الرئيسي المركزي لقرية فان اما بخصوص قرية إرجيش فقد تأثر بحوالي.5-3 سمنتيمتر، أما عن المناطق المختلفة فالتمببع كون في النهاية المخاريط الرمليه ووالحفر.
| السنه | المكان           | حجم الزلزال | عدد الموتي | المباني المتضررة |
| ----- | ---------------- | ----------- | ---------- | ---------------- |
| 1941  | قرية فان، إرجيش  | 5.9 Ms      | 192        | 600              |
| 1945  | قرية فان، شاتك   | 5.8 Ms      | -          | -                |
| 1972  | قرية فان، المركز | 5.2 Ms      | -          | -                |
| 1976  | مثال             | 7.5 Ms      | 3840       | 9232             |
| 1977  | قرية فان، إرجيش  | 5.2 Ms      | -          | -                |

## التأثيرات

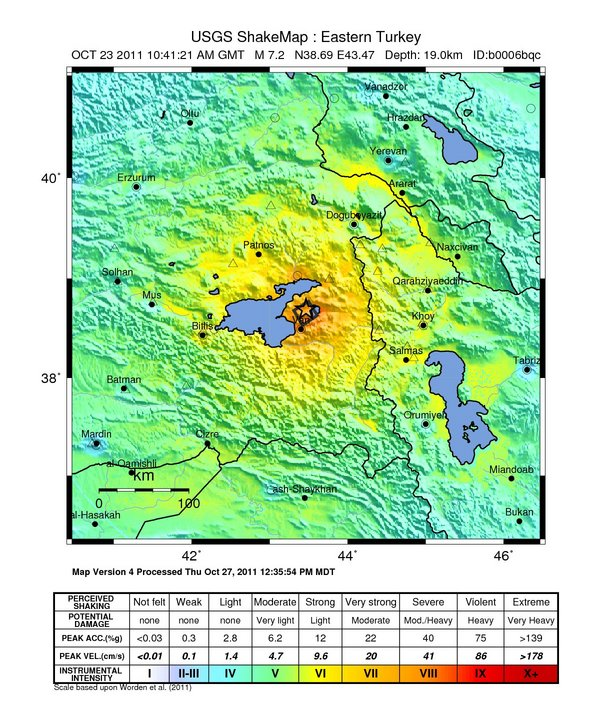
خريطه شده الزلزال المنشوره من قبل الماسح الجيولوجي الأمريكي

وفق تمشيط المكان فقد نشر في تاريخ 23 أكتوبر 2011 المعدل العام للأعداد المصابة في الحطام وأعداد الموتي نتيجه الزلزال:
| المكان     | الموتي      | الجرحي       | الحطام       |
| ---------- | ----------- | ------------ | ------------ |
| قرية فان   | 95 (%15,8)  | 350 (%8,5)   | 10 (%0,5)    |
| قرية إرجيش | 169 (%28,1) | 750 (%18)    | 55 (%2,4)    |
| قري أخري   | 337 (%56,1) | 3052 (%73,5) | 2197 (%97,1) |
| المجموع    | 601         | 4152         | 2262         |

### الاضرار الهيكلية
في التصريح التي قامت به وزارة الكوارث وإدارة الحالات الطارئه في اوائل الصباح الباكر من 28 أكتوبر فقد افادت بأن القري والمقاطعة الرئيسيه لقريه فان مع مقاطعات المركزية لاقليم ارجيتش قد تم فحص حوالي 10.621 بناءه مبينا استمرار أعمال إعادة التقييم في وجود 5739 مبني متضرر لا يمكن العيش فيه و4882 مبني متضررين يمكن العيش بهم  وانهدام 2262 مبني بواسطه الزالـزال.

### أضرار البنية التحتية
بسبب تأثير الزلـزال فقد تقطعت اسلاك الهواتف والكهرباء، مع انهيار الطريق المؤدي الي قرية فان في ثلاث اماكن مختلفة.وبسبب الانهيارات عاش صعوبات في توفير وسائل الموصلات علي الطريق البري، وقد قطع تدفق الغاز الطبيعي بسبب التسرب الذي حدث في خط الغاز الطبيعي، وبسبب الانفجارات التي حدثت في بعض المقاطعات لما يعطي المياه الي بعض اجزاء المدينة
وفي جامعه Yüzüncü Yıl University قد علق التعليم لمدة اسبوع وفي ال26 من ديسمبر قد فتحت من جديد، وقد توقفت أيضا المدارس الابتدائيه والاعداديه في أقليم ارجيتش وفان اما عن قريه بدليس فقد اخذت يوم اجازه، لكن استطاعت ان تفتح جميع المدارس في قرية فان وارجيتش بعد شهرين ونصف.

### التأثيرات البشرية
بسبب الزلـزال قد أصاب الاشخاص بالذعر، وقد تركوا المدن باستخدام سيارتهم وفي التقارير الموجوده عن الاضرار الملحقه بمدينه بدليسفقد مات طفلين و3 اشخاص اخرين، وقد هرب حوالي 160 مجرم من سجن قريه فان ولكن مع الجهود المضنيه باستخدام قوات الأمن استطاع اراجع 74 مجرم الي السجن مجددا، اما عن الاشخاص الذين مازالوا هاربين فتقوم الشرطة بالتحدث ومقابله عائلتهم من اجل اقناعهم بمساعدتهم في ارجاعهم الي السجن مرة اخري.
وفي اخر تصريح قيم به يوم 5 من نوفمبر فقد مات حوالي 604 شخص مع مثل ما قيل في التصريحات السابقة من 4152 مصاب.

## إدارة الكوارث للبحث والإنقاذ

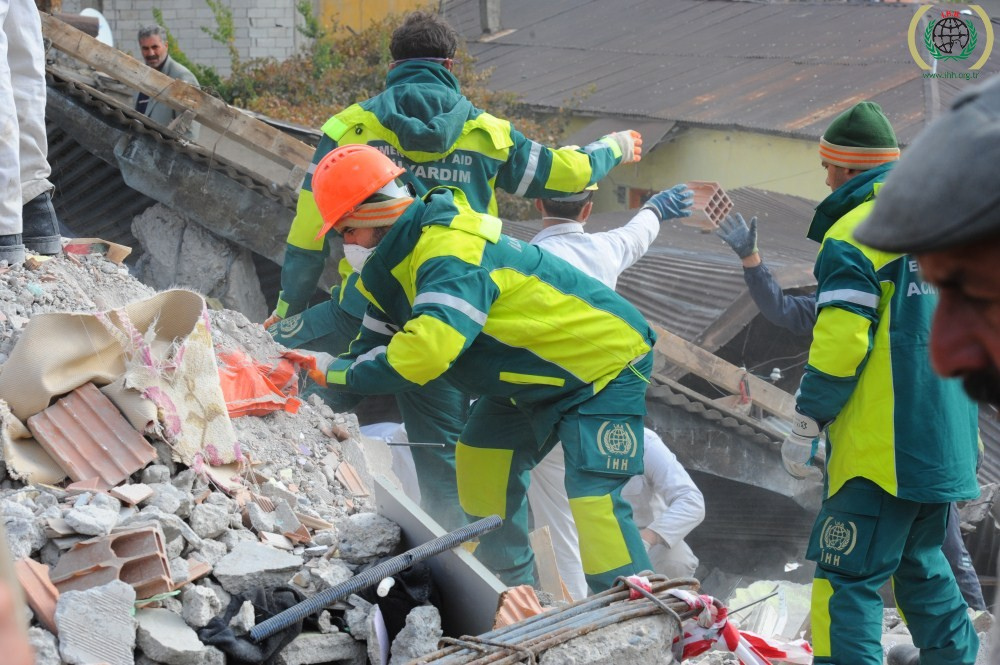
عمال الانقاذ خلال جهود الإنعاش

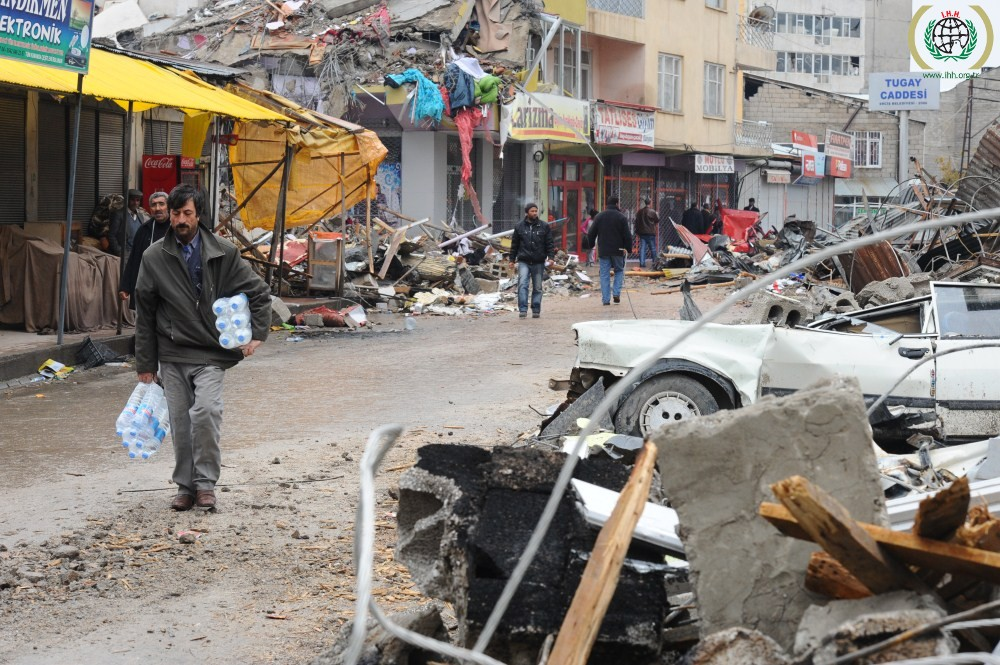
الهياكل المنهارة والانقاض في مدينة فان

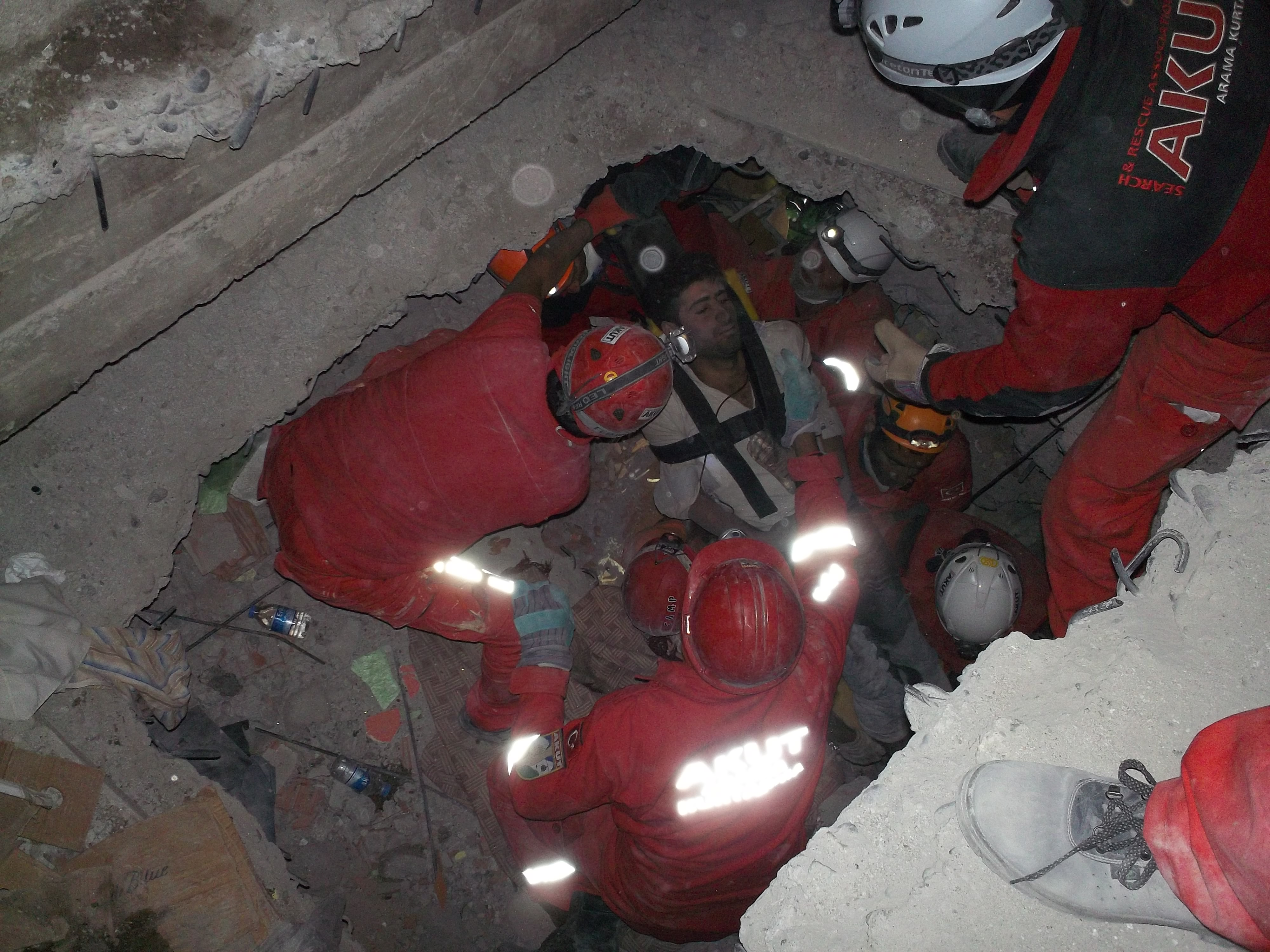
اثناء تأديه فرق البحث والانقاذ اعمالهم

عقب الزلـزال قام محافظ قريه ارجيتش الذي يكون في وزاره رمضان فاني بتأسيس مكتب الأزمات.
وصرح الهلال الأحمر التركي بأن مراكز الدم التي في المنطقة بداءت في أعمال توصيل الدم المطلوب للمصابين وتعمل فرق الإنقاذ والبحث في توصيل مياه الشرب وألات العمل لتلبيه الاحتياجات، وقد عمل كل الجهودات من اجل وصل فرق المساعدة الي المنطقة، وقد اسس جمعيه الهلال الاحمر التركي مكتب الازمات في مركز العمليات للكوارث، وقد تم تبادل المواد التي تشتد الحاجة إليها مع الجمهور.
في تمام الساعة 3:30 بدأ نقل المصابين من الحطام الي المستشفيات، وبينما يتم اخلاء مستشفي المراديه قامت فرق درك والمديرية العامة للأمن التركي في مركز المحافظة بوضع العوائق من اجل عدم دخول المواطنين الي اماكن الحطام، ومع استمرار توابع الزلزال في مستشفي كليه الطب لمحافظه فان قام بنقل المرضي الي الحدائق الواسعه.
وقام الخدمات الطبية الطارئة والمقاسم الهاتفية الشرطة بفتح خدمة الرسالة القصيرة، وبداء بنقل شحنات الفحم الي المنطقة بسبب عدم وصول الغاز الطبيعي المهم بسبب الأمن.
ونقل الافراد مع معدات البحث والإنقاذعن طريق مساعده بطائرتين من جيش الأركان العامه بأنقره وطائره من وزاره أداره الكوارث الطارئه *Disaster and Emergency Management Presidency* ، وقد تم إرسال الي المنطفه كتيبة قوات الخاصة للبحث والإنقاذ بقياده الدرك وكتيبة اخري للأنقاذ والبحث بقياده الاركان العامه، وبداء وعلاوة علي ذلك الي فاعليات المساعدة فقد بداء فاعليات البحث والإنقاذ في اقليم ارجيتش بواسطه4 كتيبة مساعده للكوارث الطبيعية وكتبتين من اجل البحث والإنقاذ وانشطه نصب الخيام. وتعتبر أول مساعده دولية جاءت عن طريق دوله اذربيجانفقد ارسلت الي موقع الزالزال مواد الاغاثه وفرق تتكون من 3 طائرات للمساعدة في عمليه البحث والإنقاذ، وقد عدد المشاركين من أذربيحان وإيرانفي عمليات البحث والإنقاذ يقدر بحوالي 300 عامل اغاثة.
مساء يوم 24 أكتوبر لعام 2011 في تمام الساعة 12:30 بعد منتصف الليل كان قد أرسل الي المنطقة الكوارث 1584 عامل للبحث والإنقاذ، من موظفي الصحة،10 كلاب مدربة علي الإنقاذ والبحث،256 من معدات البناء والمركبات وايضا سيتضمن ذلك 7 الإسعاف الجوي، بما في ذلك 75 سيارة إسعاف، 20 مولدا كهربائيا، 95 دورات مياه متنقلة،2546 خيام و95 دورات مياه متنقلة 7648 بطانية و1120 طرد غذائي و10 040 طرد غذائي و500 الرمال.
قام رئيس وزراء تركيابانشاء حمله مساعدة وأعلن رقم الحساب المصرفي الدولي للجميع من أجل المساعدة.
حدث تدافع بسبب العيوب التي تحدث أثناء توزيع الخيام ومواد الإغاثة الأخرى في المنطقة زلزال، وبالرغم من قيام الجنود باطلاق النار في الهواء في المنطقة الاأن بداء في نقل وانزال مواد الاغاثه والخيام المساعدة.
وقد أرسل الي محافظه قريه فان 3 ملايين ليرة تركيه مخصصات للمساعدة الطارئه، وقد أخذ قرار بواسطه مجلس الوزراء من اجل تاجيل القروض بدون فائده لمده سنه في كل من: بنك الزراعي للمزارعين وبنك الشعبي للصفقات، عقب الزلزال بيومين في 25 أكتوبر سنه 2011م طلبت الحكومة من أكثر من 30 دولة الخيام والمساكن الجاهزه للمتضررين.

## الاستجابات وردود الفعل
في اطار احتفالات عيد الجمهورية ابطل مراسم استقبال في Çankaya Köşkü والعروض الرسميه التي تقام كل عام وكان هذا يعتبر أول مره تلغي فيها مراسم الاحتفال مما تعرض للنقد رئيس حزب الشعب الجمهوري (تركيا)كمال قلجدار أوغلي للنقد من مختلف طبقات الشعب.

### الاستجابات والمساعدات الدولية
عقب دوي خبر الزلزال في العالم قامت دول العالم من الاتحاد الأوروبي، الامم المتحده ودول الحلف الأطلسي مثل: ألمانيا، الولايات المتحدة، اذربيجان، البوسنة والهرسك، ارمينيا، فرنسا،مصر، إسرائيل،كوسوفو، قبرص الشمالية، عراقروسيا، انجلترا، باكستان،اليونان، بولندابتقديم التعزية الي ضحايا الزلزال مستعدين للتقديم المساعدة في حاله الطلب.
وقال رئيس الوزراء عبد الله جل ان الفرق تركية لها القدرة على إدارة الكوارث، وفي 23 من أكتوبر صرحت وزاره الخارجية بانها لا ترغب في أي مساعده قادمه من إيران أو أذربيجان رافضا جميع العروض من اجل المساعدة.وبعد 46 ساعة من حدوث الزلزال تناولت وسائل الاعلام خروج الطفل ازرا من الحطام بعد 14 من الحادث كأنه رمز للزلزال قريه فان، وعبر المذيع Duygu Canbaş بانه وجميع تركيا تشعر بالحزن والصدمة العميقه لما حدث في شرق تركيا عند قريه فان في حديثه الذي قام به ببرنامجه، أما عن Müge Anlı فقد جذبت ردود الجمهور بالاحاديث التي قامت بها في برنامجها علي التلفزيون، مما جعل المجلس الاعلي للراديو والتلفزيون RTÜK بالبداء في التحقيق، عقب نشر هذا الكلام في وسائل الاعلام ومن المتوقع ان يدلي ببيان حول الموضوع مع تقديم استقالة من القناة.
قامت جمعية الصحافيين المعاصرة بفتح قضيه مستندة الي قانون العقوبات التركي ماده 216 التي تتجدث عن الاهانه والتحريض علي الكراهية والعداء مع اساس اعتباره جريمة هذا الحديث التي قالت وما يتتضمنه من عنصريه، اما عن المقدمة Müge Anlı فلم تقدم اعتذارها مبينا الفهم الخاطئ لحديثها بانها علي دراية كاملة بالذي قالته، وأحس مصور atv بقرية فان نفسه بالخطر من شبكه تويتر بسبب ما قالته المقدمة Müge Anlı، وقالت قناة سي أن أن تورك باننا لن ننشر ولم ننشر هذه الصور لحقيقه الوعي والمسؤليه الاجتماعية كاتبا تعليقا حول الخبر الذي نشر علي الإنترنت بخصوص المذيعة وقد قام المجلس الاعلي للراديو والتلفزيون بتوقيع عقوبه مالية علي Müge Anlı لما قالته في برنامجها علي الهواء مباشرة.

### الإنترنت
قام المحرك البحثي لجوجل بوضع تطبيق ايجاد الاشخاص في الخدمة باللغة التركية وهذا التطبيق الذي انفتح أيضا خلال زلزال أخري مثل زلزال هايتي 2010 وزلزال وتسونامي توهوكو 2011، حيث يقوم هذا البرنامج بالدخول الي صفحات الاشخاص الذي لما يستطع الوصول اليهم في تركياويعمل ع تقديم امكانيه وصول الي معلومات المتعلقه بوضع الشخص إذا امكن، هذا النظام قد ضمن كون الباحثين هولاء علي علم مع بعضهم البعض مع الاشخص المواجدين في منطقه الزلزال وبما يطابها مع هذه الاثنين من المعلومات مع بعضها البعض، أما بخصوص الذين يكونوا تحت الانقاض: بتطور المعلومات استطاعوا إرسال الرسائل إلى المؤسسات والمنظمات ذات الصلة من مواقع الشبكات الاجتماعية مثل تويتر والفيسبوك وايضا بأرسال رسائل بواسطه التليفون المحمول الي القرابين من مكان الحادث، من خلال هذه المواقع أيضا تم تنظيم حملات لجمع التبرعات. < 

## الزلازل الأرتدادية الرئيسية
عقب الزلزال الرئيسي الذي حدث في تركيا في تمام 1:41 بعد الظهر عاشت تركيا الي يوم 30 أكتوبر 1561 زلزال علي مقياس ريختر تقدر ب 2ميكرومتر هذه النشاطات الزلزالية حدثت في شرق منطقة الاناضول، عدا قرية فان فقد اظهر التقارير بان هناك بعض القري التي ظهر فيها أيضا زلازل مثل:تونجلي، موش،وارتو، أغري،اغدير، تشالدران،هكاري، إلازغ (محافظة)و أديامان وقد استمر الزلزال لمدة 15 يوم.
كان أكبر زلزال قد سجل في يوم 23 أكتوبر في تمام الساعة 11:45 مساء ويقدر بحوالي 6ميكرومتر، مماجعل هذا الزلزال الارتدادي يهدم تماما الكثير من البيوت موقفا عمليات البحث والتمشيط لفرق الإنقاذ، ويمكن تلخيص الزلازل التي حدثت في تاريخ 23 أكتوبر عام 2011م التي تكون علي مقياس ريختر 4 اواكثر كالأتي:
| التاريخ    | الساعة   | إحداثيات            | العمق        | الحجم | المكان            |
| ---------- | -------- | ------------------- | ------------ | ----- | ----------------- |
| 23.10.2011 | 23:56:37 | 38.6458°N 42.9342°E | 5.0 km       | 4.0   | بحيرة فان         |
| 23.10.2011 | 23:45:34 | 38.6345°N 43.0775°E | 5.0 km       | 5.7   | Mollakasım, Tuşba |
| 23.10.2011 | 22:43:25 | 38.6283°N 43.1265°E | 5.0 km       | 4.4   | Mollakasım, Tuşba |
| 23.10.2011 | 22:06:06 | 38.7868°N 43.2960°E | 5.0 km       | 4.9   | Yeşilsu           |
| 23.10.2011 | 21:53:48 | 38.7518°N 43.3383°E | 5.1 km       | 4.9   | Şahgeldi          |
| 23.10.2011 | 21:27:01 | 38.6658°N 43.4075°E | 5.0 km       | 4.1   | Kasımoğlu         |
| 23.10.2011 | 21:10:45 | 38.7102°N 43.3382°E | 5.0 km       | 5.0   | Göllü             |
| 23.10.2011 | 19:38:47 | 38.7342°N 43.5090°E | 5.0 km       | 4.0   | Akçaören          |
| 23.10.2011 | 19:05:08 | 38.7520°N 43.5530°E | 5.0 km       | 4.4   | Aşağıgölalan      |
| 23.10.2011 | 18:57:59 | 38.7483°N 43.3132°E | 5.5 km       | 4.6   | Güvençli          |
| 23.10.2011 | 16:46:10 | 38.7468°N 43.2487°E | 4.6 km       | 4.0   | Dağönü            |
| 23.10.2011 | 16:44:47 | 38.8142°N 43.5640°E | 5.7 km       | 4.1   | Akçift            |
| 23.10.2011 | 16:33:49 | 38.8138°N 43.2303°E | 5.0 km       | 4.1   | Dağönü            |
| 23.10.2011 | 16:17:05 | 38.8508°N 43.3263°E | 5.0 km       | 4.2   | Halkalı           |
| 23.10.2011 | 16:06:51 | 38.6865°N 43.1473°E | 5.0 km       | 4.1   | Mollakasım        |
| 23.10.2011 | 15:42:09 | 38.7287°N 43.1920°E | 5.0 km       | 4.2   | Özyurt            |
| 23.10.2011 | 15:23:32 | 38.8192°N 43.4252°E | 2.1 km       | 4.0   | Gedikbulak        |
| 23.10.2011 | 15:21:39 | 38.8885°N 43.5557°E | 2.7 km       | 4.0   | Çolpan            |
| 23.10.2011 | 15:17:33 | 38.7707°N 43.6007°E | 5.0 km5.0 km | 4.1   | Yukarıgölalan     |
| 23.10.2011 | 14:44:25 | 38.7390°N 43.2980°E | 12.6 km      | 4.3   | Güvençli          |
| 23.10.2011 | 14:32:41 | 38.8095°N 43.3003°E | 5.0 km       | 5.5   | Halkalı           |
| 23.10.2011 | 14:27:15 | 38.8370°N 43.3102°E | 5.0 km       | 4.3   | Halkalı           |
| 23.10.2011 | 13:41:21 | 38.7578°N 43.3602°E | 5.0 km       | 7.2   | Tabanlı           |

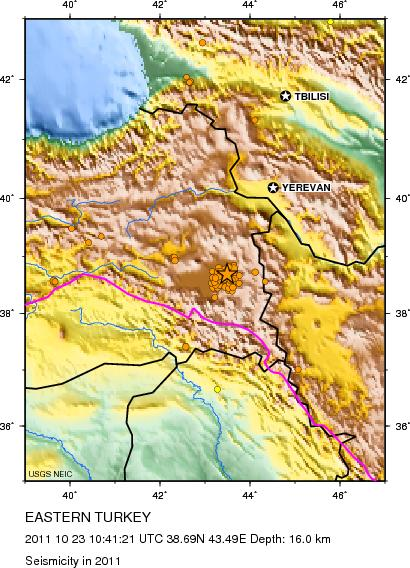
النشاط الزالزالي في قرية فان وما يحيطها عام 2011

وجميع هولاء الزلازل حدثت في قرية فان، وقد أعلنت وزاره أداره الكوارث الطارئه يوم الأحد الموافق 2 أبريل 2012م بتسجيلها ل9369 زلزل طوال اخر خمس شهور.

## زلزال 9 نوفمبر
مساء يوم 9 نوفمبر سجلت 5 محطات زلزال قوة العزم علي مقياس ريختر تقدر بحوالي 5.6ميكرومتر مؤديا الي الكثير من الضحايا والمصابين وانهدام الكثير من المباني، وبعد فترة وجيزة صرح مدير مركز مراقبة الزلازل الوطنية انه ليس اهتزاز ارتدادي ولكنه زلزال جديد، وأن هذا الزلزال يقدر امكانية تأثيره علي الزلزال الذي كان في أكتوبر 23 ومعتبرا حدوثه في فوالق ذات خواص مختلفة.